# Бозон II (граф Провансу)
Бозон II (фр. Boson II d'Arles; бл. 910–968) — граф Арля, Авіньйона (як Бозон VI) і Прованса в 965—968 роках (як Бозон II). Засновник Прованського дому.

## Життєпис
Походив з династії Бозонідів. Можливо онук Бозона I, графа Арлю, з яким низка дослідників ототожнюють самого Бозона II, вважаючи їх однією особою, або Бозона Тосканського. Син Ротбальда I, графа Арлю і Авіньйона, й Ерменгарди, доньки Вільгельма I, герцога Аквітанії.
Народився близько 910 року. Близько 931 року оженився на невідомій аристократці. Родина Бозона зберігала вплив протягом правління родича Гуго I, хоча висувається версія, що батька Бозона було страчено 936 року. За іншими відомостями останній помер 949 року.
Втім ймовірніша перша теорія, оскільки 933 року владу в Арелатському королівстві (Бургундії) перейняв Конрад I зі Старшого Дому Вельфів, відстороннивши Гуго I, що в цей час перебував в Італії. Останній декілька разів намагався повернути трон. Можливо саме в проміжок між 933 та 941 роками загинув або був страчений батько Бозона. Конрад I розділив володіння Ротбальда I між Бозоном та його братом Вільгельмом, надавши відповідно графства Арль і Авіньйон. Також було викоремлено графство Апта. Доволі швидко вони подолали Грифона, графа Апта, який також претендував на графства.
953 року, попередньо розлучившись з дружиною, Бозон II пошлюбив представницю В'єннських Бозонідів. Після смерті тестя 962 року разом з дружиною успадкував В'єннське графство. Після смерті дружини між 963 та 965 роками став одноосібним графом. 965 року після смерті брата Вільгельма успадкував Авіньйонське графство. Невдовзі відібрав в Грифона II графство Апт. В результаті Бозон II зумів поєднати під своєю владою практично увесь Прованс, окрім Марселю. Помер 968 року. Його сини поділили володіння, утворивши Прованське графство і Прованський маркізат.

## Родина
1. Дружина — невідома
дітей н ебуло
2. Дружина — Констанція, донька Карл Костянтин Бозонід, граф В'єнну
Діти:
- Ротбальд (д/н—1008), граф Провансу
- Вільгельм (953—993), маркіз Провансу
- Понс (д/н—після 963)